# Lac Rocher
Lac Rocher är en sjö i Kanada.   Den ligger i regionen Nord-du-Québec och provinsen Québec, i den östra delen av landet, 600 km norr om huvudstaden Ottawa. Lac Rocher ligger 259 meter över havet. Arean är 46 kvadratkilometer. Den sträcker sig 23,4 kilometer i nord-sydlig riktning, och 13,8 kilometer i öst-västlig riktning.
Trakten runt Lac Rocher är nära nog obefolkad, med mindre än två invånare per kvadratkilometer.